# Hayti Heights
Hayti Heights è un comune degli Stati Uniti d'America, situato nello Stato del Missouri, nella contea di Pemiscot.